# 엘러만술꼬리쥐
엘러만술꼬리쥐(Eliurus ellermani)는 붉은숲쥐과에 속하는 설치류의 일종이다. 마다가스카르섬 동부의 토착종이다. 2점의 표본만이 관찰되었기 때문에 타날라술꼬리쥐(Eliurus tanala)와 다른 종인지 의문이 제기되었다.